# Siegmund von Hausegger

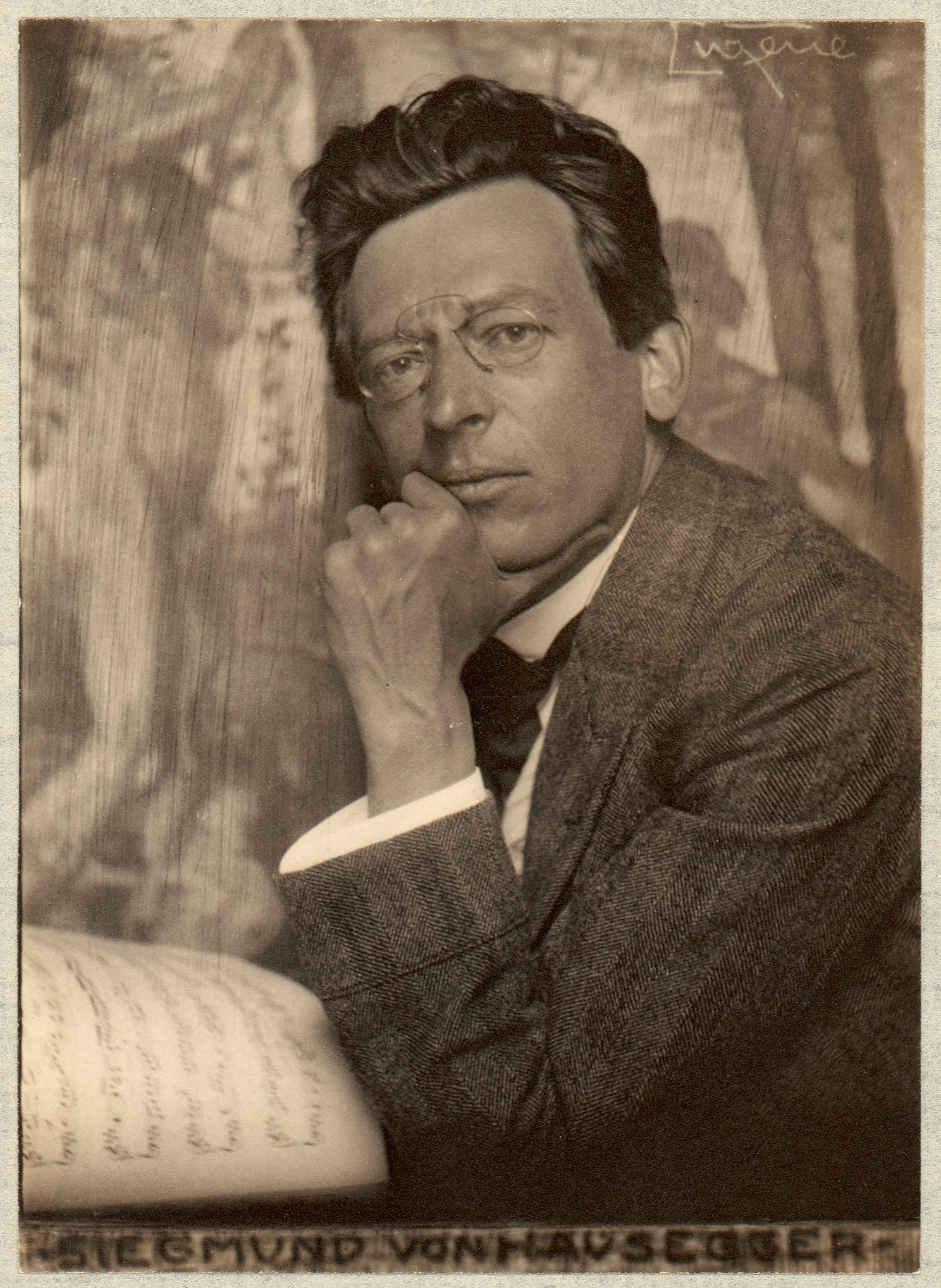
Frank Eugene: Siegmund von Hausegger

Siegmund Edler von Hausegger (* 16. August 1872 in Graz, Österreich-Ungarn; † 10. Oktober 1948 in München) war ein österreichischer Komponist und Dirigent.

## Leben

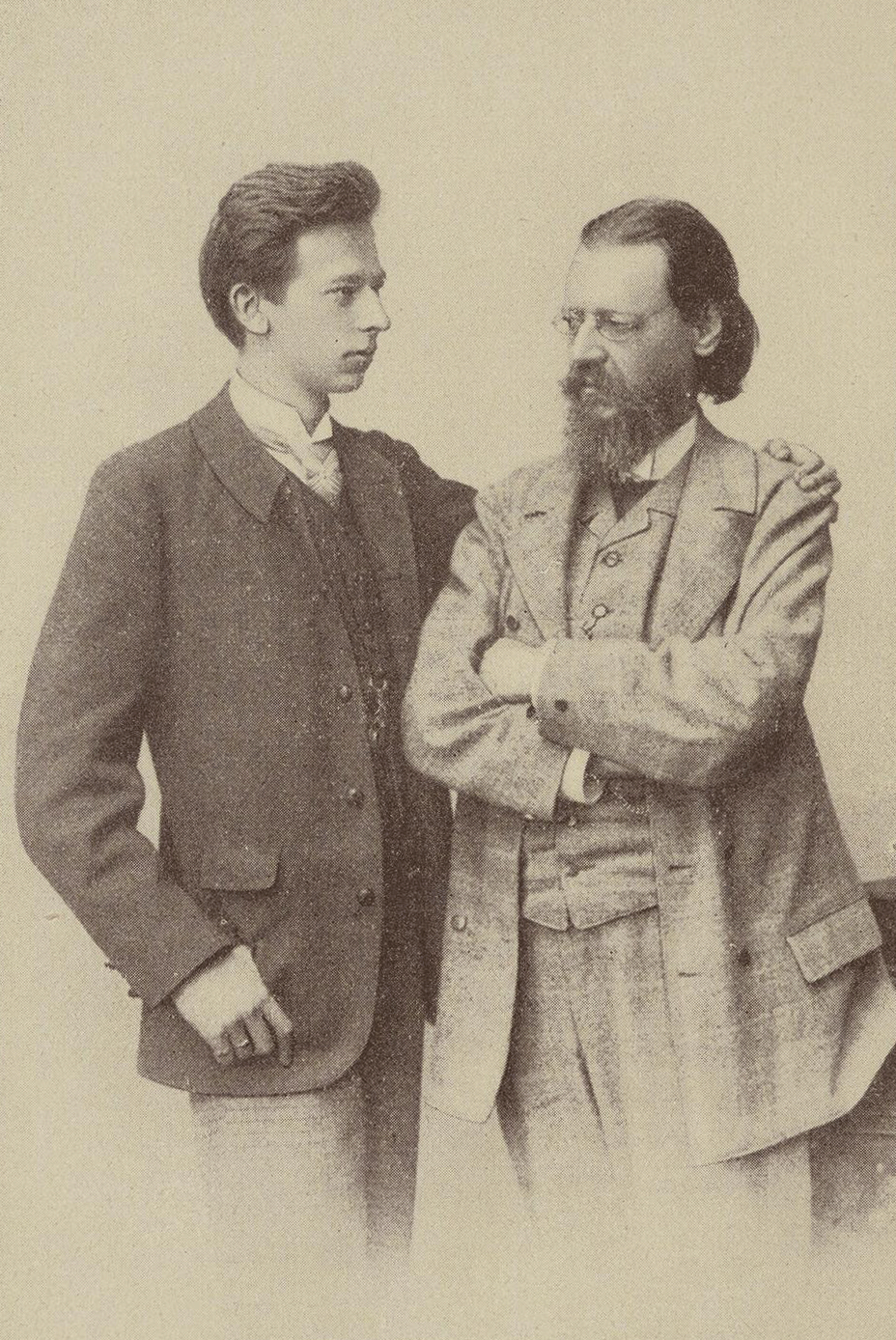
Siegmund von Hausegger mit seinem Vater Friedrich (um 1895)

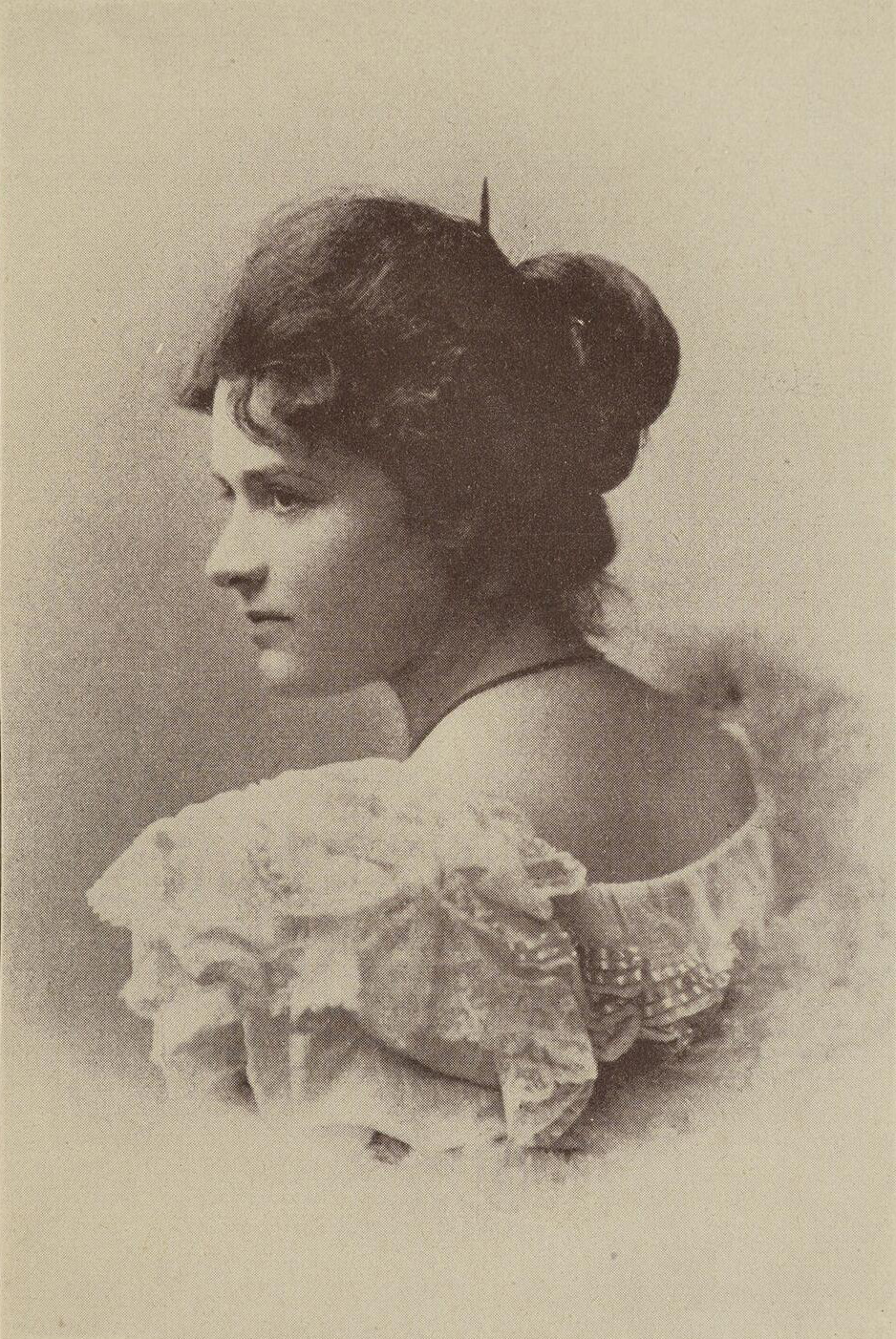
Siegmund von Hauseggers Ehefrau Hertha (undatierte Fotografie)

Siegmund von Hausegger war der Sohn des Rechtsanwalts und Privatdozenten für Musikwissenschaft Friedrich Edler von Hausegger, der sich in musikästhetischen Schriften für Richard Wagner einsetzte und schon früh für eine „rassische Musikwissenschaft“ stritt, und dessen Ehefrau Hedwig geborener Goedel. Ersten Klavierunterricht erhielt Siegmund von seiner Mutter, später lernte er Horn und Violine und brachte sich selbst das Spiel auf der Orgel bei. Durch den Vater wurde er früh an die Musik Wagners herangeführt und blieb zeitlebens ein großer Verehrer dieses Komponisten. An der Universität seiner Heimatstadt Graz studierte Hausegger Literatur, Philosophie, Geschichte und Kunstwissenschaft. Die musikalische Weiterbildung erfolgte durch Erich Wolf Degner, Karl Pohlig (Graz) und Martin Plüddemann.
Hausegger heiratete 1902 in München die Sängerin Hertha Ritter (1873–1913), eine Tochter des Komponisten Alexander Ritter und Großnichte Richard Wagners. Sie verstarb am 15. Januar 1913 nach der Geburt des Sohnes Friedrich am 19. Dezember 1912 in Hamburg. Bald darauf heiratete Hausegger Hella Bronsart von Schellendorff (1877–1956). Dieser zweiten Ehe entstammte Tochter Veronika.
Als Gastdirigent war er 1895 in Graz, 1899/1903 Leiter der Volks-Sinfoniekonzerte in München, 1903 Leiter der Museumskonzerte in Frankfurt am Main, 1910 ff. Berlin und Hamburg tätig. Ab 1920 war er Chefdirigent der Münchner Philharmoniker und Präsident der Münchner Akademie der Tonkunst bis 1934, an der er auch bis 1938 als Leiter der Konzerte des Tonkünstlervereins unterrichtete. Zu seinen namhaften Schülern zählten Karl Marx, Eugen Jochum und Karl Höller.
Hausegger ist u. a. als Interpret von Werken der Neudeutschen Schule und Anton Bruckners bekannt geworden. Herauszuheben ist hier besonders, dass er sich als einer der ersten namhaften Dirigenten konsequent für die Verbreitung der Originalfassungen der Sinfonien Bruckners einsetzte. So leitete er auch die Erstaufführungen der Originale der Bruckner-Sinfonien Nr. 5 (1935) und Nr. 9 (1932), daneben 1938 auch die erste kommerzielle Einspielung der 9. Sinfonie überhaupt.
Während der Zeit des Nationalsozialismus war Hausegger, dessen Liebe zu Wagner, Franz Liszt und Bruckner mit den offiziellen Richtlinien konform ging, in die nationalsozialistische Kulturpolitik eingebunden. Hausegger war Mitunterzeichner des von Hans Knappertsbusch verfassten und unter anderem von Hans Pfitzner unterschriebenen „Protests der Richard-Wagner-Stadt München“, in dem die Kritik Thomas Manns an Richard Wagner in scharfen Worten zurückgewiesen wurde. Dieser durch einen offenen Brief Hauseggers verschärfte Angriff auf Mann bekam im nationalsozialistischen Deutschland rasch eine politische Dimension und trug deshalb dazu bei, die Emigrationspläne Manns konkret werden zu lassen. Später bezeichnete Hausegger seine Teilnahme an dem Protest als den größten Fehler seines Lebens. Seit 1934 gehörte Hausegger dem Führerrat der deutschen Komponisten innerhalb der Reichsmusikkammer an. Er war es auch, der im November 1934 ein Münchener Propagandakonzert der SS mit Werken von Wagner und Bruckner leitete. Anlässlich der Enthüllung von Bruckners Büste in der Walhalla bei Regensburg 1937 durch Adolf Hitler dirigierte er Bruckners 8. Sinfonie. 1938 rief der gebürtige Österreicher Hausegger zur Volksabstimmung auf, indem er den Anschluss Österreichs als „wahrhaftige Siegfriedtat des Führers“ und Rettung „vor der Versklavung“ feierte. Anlässlich seines 70. Geburtstages verlieh ihm Adolf Hitler 1942 die Goethe-Medaille für Kunst und Wissenschaft. Gleichwohl sah sich der deutschnational, aber nicht nationalsozialistisch gesinnte Musiker aufgrund seiner Weigerung, in die NSDAP einzutreten, fortlaufenden Anschuldigungen und Bedrohungen ausgesetzt. So wurde er bereits 1933 nach seiner Ablehnung, das Horst-Wessel-Lied im Zentrum einer Veranstaltung erklingen zu lassen, von der SA vom Podium gerissen. Es folgten Warnungen vor einer Verhaftung durch die Gestapo.
Diese Umstände veranlassten Hausegger bereits 1934 zum Rücktritt vom Amt des Präsidenten der Akademie der Tonkunst. 1938 legte er resigniert alle weiteren Ämter nieder.
Hausegger starb drei Jahre nach Kriegsende 1948 in München; sein Bruder, Fritz von Hausegger, bereits 1882.
Richard Strauss und Hausegger kannten sich. Nach Kriegsende trafen sie sich und für beide war die Situation nicht einfach. Trotzdem ging es Strauss – vor allem finanziell – etwas besser. Da bemerkte Strauss, in seiner typischen Art, zu Hausegger: „Schaug’ns Hausegger, der Unterschied zwischen Ihnen und mir is ganz einfach: Sie wollen immer die Sterne vom Himmel; ich sag: gebt’s mir 50 Mark.“ (Anlässlich einer Gedenksendung im Bayerischen Rundfunk, die sein Sohn Friedrich zum 20. Todestag gestaltete  (1968) erzählte dieser zum Schluss diese bezeichnende Anekdote.)

## Tonsprache
Als Komponist lehnte sich Siegmund von Hausegger vor allem an die Musik Richard Wagners, zum Teil auch Anton Bruckners an. Eine gewisse Ähnlichkeit ist auch zum Stil Gustav Mahlers bemerkbar, wenngleich dessen parodistische und verfremdende Züge in Hauseggers Werken kaum zu finden sind. Das Hauptinteresse Hauseggers galt zunächst der Oper, verlagerte sich jedoch bald auf das Gebiet der sinfonischen Dichtung bzw. Programmsinfonie. Darin steht Hausegger viel stärker in der Tradition von Franz Liszt als von Richard Strauss, da er bei der Umsetzung seiner außermusikalischen Vorlagen dem tonmalerischen Element vergleichsweise wenig Platz einräumt und eher dem Liszt’schen Ideal einer in der Musik aufgehenden „poetischen Idee“ folgt.
Charakteristisch für Hauseggers Orchesterwerke ist eine idealistische Grundhaltung, wie die Wahl seiner Vorlagen zeigt: Die Dionysische Fantasie wurde von Friedrich Nietzsches Buch Die Geburt der Tragödie aus dem Geiste der Musik inspiriert, Barbarossa von der Sage über Kaiser Friedrich I., der aus jahrhundertelangem Schlaf erwacht, um das bedrängte Volk zu befreien. Wieland der Schmied stellt die sinfonische Ausarbeitung eines unvertonten Opernlibrettos von Richard Wagner dar, das Hausegger als Allegorie auf die Erlangung schöpferischer Kräfte deutet. Die Natursinfonie, Hauseggers umfangreichste Tondichtung, verarbeitet Hochgebirgsimpressionen und gipfelt in einem monumentalen Schlusschor auf Verse Johann Wolfgang von Goethes. Die Orchestervariationen Aufklänge schildern die frohen Empfindungen eines Vaters an der Wiege seines Kindes. Nach der Vollendung dieses Werkes im Jahr 1917 gab der erst 45-jährige Hausegger seine kompositorische Tätigkeit weitgehend auf, schrieb nur noch vereinzelt kleinformatige Vokalmusik und widmete sich vorrangig seiner Dirigentenkarriere.

## Werke (Auswahl)

### Opern
- Helfried, Oper in 1 Akt (Libretto: Siegmund von Hausegger; UA am 23. März 1893 Graz)
- Zinnober, humoristisch-fantastische Handlung in 3 Akten (Libretto: Siegmund von Hausegger nach E.T.A. Hoffmann; UA am 19. Juni 1898 München)

### Orchesterwerke
- Dionysische Phantasie, sinfonische Dichtung (1896)
- Barbarossa, sinfonische Dichtung (1898/99)
- Wieland der Schmied, sinfonische Dichtung (1904)
- Natursinfonie mit Schlusschor nach Johann Wolfgang von Goethes „Proömion“ (1911)
- Aufklänge, sinfonische Variationen über das Kinderlied „Schlaf, Kindchen, schlaf“ (1919)

### Vokalmusik
- 3 Hymnen an die Nacht nach Gottfried Keller für Bariton und Orchester (1902)
- 2 Gesänge nach Gottfried Keller und Friedrich Hebbel für Tenor und Orchester (1902/08)
- Requiem nach Friedrich Hebbel für 8-stimmigen gemischten Chor (1907)
- Der arme Kunrad für 4-stimmigen Männerchor (1908)
- 3 Lieder nach altdeutschen Dichtungen für Singstimme und Klavier (1921)
- 3 Gesänge nach mittelhochdeutschen Dichtungen für Frauenstimme, Viola und Klavier (1921)
- Morgensegen für gemischten Chor, Tenor-Solo, Orchester und Orgel (1925)
- 3 gemischte Chöre nach Dichtungen Josef Weinhebers (1938)
- 8 Männerchöre
- ca. 50 weitere Lieder für Singstimme und Klavier

### Kammermusik
- Klavierquartett (um 1890)

### Schriften
- Alexander Ritter. Ein Bild seines Charakters und Schaffens. 1907.
- Betrachtungen zur Kunst. Gesammelte Aufsätze. C.F.W. Siegel’s Musikalienhandlung, Leipzig 1921, urn:nbn:de:bsz:14-db-id18883728938.
- Anton Bruckner. Wissenschaftliche und künstlerische Betrachtungen zu den Originalfassungen. (o. J., vermutlich 1930er)